# Странка српских радикала
Странка српских радикала (ССР) је ванпарламентарна политичка странка у Црној Гори. Основана је 1992. године, под окриљем Српске радикалне странке из Београда. Огранак СРС у Црној Гори је првобитно регистрован под називом Српска радикална странка Црне Горе (СРСЦГ), али већ током 1993. године у странци је дошло до унутрашњих спорова и подјела, а потом и до стварања паралелне СРСЦГ (1994) која је уз помоћ режима успјела да се легализује (1995), након чега је изворна СРСЦГ била приморана да се 27. фебруара 1996. године пререгиструје под називом: Српска радикална странка др Војислав Шешељ. Од свог оснивања, странка је самостално или у коалицији са другим програмски сродним странкама учествовала на парламентарним и локалним изборима у Црној Гори. Након 2000. године странка је једно вријеме била под пријетњом забране, али се ипак одржала. Почевши од 2006. године, дјелује под називом Странка српских радикала (ССР). Предсједник странке је Душко Секулић.
Странку српских радикала (ССР) не треба поистовећивати са Српском радикалном странком у Црној Гори, коју предводи Илија Дармановић.

## Историја
Од свог оснивања, странка се залагала за очување државног јединства Црне Горе и Србије. На савезним изборима који су одржани у мају 1992. године, Српска радикална странка је наступила као јединствена организација на цјелокупном подручју СРЈ, освојивши три посланичка мандата у изборној јединици која је обухватала подручје Црне Горе. Након најаве расписивања ванредних избора за Скупштину Црне Горе, странка је одлучила да реорганизује свој огранак у Црној Гори, ради учешћа на предстојећим републичким изборима. Стога је 5. августа 1992. године одржана оснивачка скупштина Српске радикалне странке Црне Горе, која је под тим именом и званично регистрована.
На ванредним савезним изборима који су одржани у децембру 1992. године, странка је освојила четири посланичка мандата у изборној јединици која је обухватала подручје Црне Горе. На изборима за Скупштину Црне Горе који су одржани у исто вријеме, странка је наступила самостално, освојивши осам посланичких мандата. Овај успјех није био поновљен на наредним изборима, пошто је у међувремену у странци дошло до низа унутрашњих спорова и раскола. Већ током 1993. године, у руководству странке је дошло до првих подјела на двије струје, које су истовремено претендовале на преузимање пуне контроле над странком, што је 1994. године довело до потпуног раскола и стварања паралелне СРСЦГ, на челу са Радованом Вукчевићем. Отцијепљено крило је крајем 1995. године, уз помоћ режима, успјело да оспори свих осам посланичких мандата изворне СРСЦГ. Одузимање мандата посланицима изворне СРСЦГ наишло је на осуду свих опозиционих странака и шире јавности.

### Прво преименовање (1996)
Пошто протести нису имали учинка, изворна СРСЦГ је била приморана да се 27. фебруара 1996. године пререгиструје под називом: Српска радикална странка др Војислав Шешељ (СРСВШ). За предсједника СРСВШ изабран је Аћим Вишњић, а за потпредсједнике: Драго Бакрач, Илија Дармановић и Александар Стаматовић. На изборима за Скупштину Црне Горе који су одржани у новембру 1996. године, странка је наступила самостално, освојивши 12,963 гласова (4,31%), што није било довољно за добијање посланичких мандата по тадашњем начину прерачунавања гласова, који је фаворизовао само највеће странке. На савезним изборима који су одржани у исто вријеме, странка је освојила 14,829 гласова (5.2%) у изборној јединици која је обухватала подручје Црне Горе, али ни то није било довољно за добијање мандата.
Изборни неуспјех се одразио на стање у странци, тако да се већ крајем 1996. године из странке издвојила група коју је предводио Аћим Вишњић, који је потом формирао нову партију под називом Отаџбинска странка. У исто вријеме, странку је напустила и група на чијем се челу налазио Илија Дармановић, који је почетком 1997. године формирао нову партију, под називом Српска радикална странка (без икаквог додатка). У међувремену, за предсједницу СРСВШ изабрана је Гордана Булатовић, која је покушала консолидује странку.
На предсједничким изборима, који су у Црној Гори одржани у јесен 1997. године, странка није истакла свог кандидата, већ је пружила подршку Момиру Булатовићу, који је у другом кругу био побјеђен од стране Мила Ђукановића. Иако су званични резултати избора били спорни, руководство странке се заједно са страначком централом из Београда почетком 1998. године одазвало позиву на предсједничку инаугурацију Мила Ђукановића, што је изазвало велику пажњу јавности. Радикалска делегација, коју је предводио Војислав Шешељ, добила је почасно мјесто на Ђукановићевој инаугурацији, током које је дошло и до пригодних сусрета, праћених срдачним честитањима, што је у широј политичкој јавности схваћено као радикалско прихватање спорних резултата предсједничких избора, па чак и као поклоњење Шешеља пред Ђукановићем.
Недуго потом, страначко руководство је објавило да на предстојећим изборима неће улазити у коалиције са другим српским и просрпским странкама,  што је у широј јавности схваћено као повођење за ужим страначким интересима. Сви ови догађаји довели су до негодовања и потреса у страначкој бази, пошто је држање страначке централе било у потпуној супротности са дотадашњим дјеловањем странке на терену, а посљедице тог раскорака су се показале већ на скупштинским изборима који су у Црној Гори одржани у мају 1998. године. Странка је освојила свега 4060 гласова (1,17%) што је било далеко испод очекивања страначке централе. Од тог изборног неуспјеха странка се више никада није опоравила: оног тренутка када је у најширој јавности створен утисак да се Шешељ поклонио пред Ђукановићем приликом инаугурације на Цетињу, СРСВШ је изгубила знатан дио присталица, након чега је уследио период њене постепене маргинализације у политичком животу Црне Горе.
На скупштинским изборима који су у Црној Гори одржани у априлу 2001. године, странка је наступила самостално, освојивши 4275 гласова (1,17%), што није било довољно за добијање посланичких мандата. На скупштинским изборима који су у Црној Гори одржани у октобру 2002. године, странка је наступила у оквиру Патриотске коалиције за Југославију, која према званичним изборним резултатима није прешла изборни цензус, за шта јој је недостајало свега неколико стотина гласова.
На предсједничким изборима који су у Црној Гори одржани у децембру 2002. године, странка је кандидовала Александра Василијевића, који је освојио 6448 гласова (3.15%). На поновљеним предсједничким изборима, који су у Црној Гори одржани у фебруару 2003. године, кандидат СРСВШ је поново био Александар Василијевић, који је освојио 8734 гласова (4.24%).
Почетком 2005. године, СРСВШ је подржала стварање Покрета за европску државну заједницу Србије и Црне Горе, који је окупљао политичке странке и друге организације које су се залагале за очување државног заједништва Црне Горе и Србије.
Непосредно након проглашења државне независности Црне Горе, странка се у укључила у иницијативу за стварање шире коалиције српских странака. Тим поводом су током лета 2006. године вођени преговори са Српском народном странком (СНС) и другим политичким чиниоцима, што је резултирало постизањем споразума о стварању коалиције под називом Српска листа. У постизању споразума је учествовала и централа СРС у Београду, што је изазвало незадовољство код појединих црногорских политичких чинилаца.
На црногорским скупштинским изборима који су у Црној Гори одржани у јесен 2006. године, првим након проглашења независности, странка је наступила у оквиру коалиције Српска листа, која је освојила 12 посланичких мандата, од чега је СРСВШ припао један, чиме је ова странка поново стекла парламентарни статус.

### Друго преименовање (2006)
Непосредно након избора, супарничка Српска радикална странка Илије Дармановића је пред надлежним државним органима покренула поступак против СРСВШ због помена имена Војислава Шешеља у страначком називу, што је након осамостаљења Црне Горе било противно закону, који је прописивао да странке у својим називима не могу садржати помен имена стране личности. Стога је страначко руководство крајем 2006. године донело одлуку да СРСВШ усвоји назив: Странка српских радикала (ССР).
На скупштинским изборима који су у Црној Гори одржани 2009. године, ССР је учествовала у склопу коалиције под називом Српска национална листа. На парламентарним изборима 2012. године учествовала је у склопу нове коалиције под називом Српски национални савез.
Почетком 2015. године, учињен је покушај програмског и организационог обједињавања српских радикалских странака у Црној Гори. Тим поводом је основан и заједнички координациони тим на челу са Видосавом Остојић, тадашњом предсједницом ССР. Међутим, већ средином исте године показало се да уједињење није оствариво, након чега је Видосава Остојић поднела оставку на обе функције. На чело ССР је потом поново дошао Душко Секулић. На парламентарним изборима 2016. године, ССР је наступила самостално, остваривши скроман резултат.

## Изборни резултати
Резултати учешћа странке на изборима за Скупштину Републике Црне Горе:
| Година | Број гласова | %      | Број мандата | Коалиција               | Учешће у власти  |
| ------ | ------------ | ------ | ------------ | ----------------------- | ---------------- |
| 1992   | 22,329       | 7.56%  | 8 / 75       | —                       | опозиција        |
| 1996   | 12,963       | 4.31%  | 0 / 75       | —                       | ванпарламентарна |
| 1998   | 4,060        | 1.17%  | 0 / 75       | —                       | ванпарламентарна |
| 2001   | 4,275        | 1.17%  | 0 / 75       | —                       | ванпарламентарна |
| 2002   | 9,911        | 2.84%  | 0 / 75       | Патриотска коалиција    | ванпарламентарна |
| 2006   | 49,730       | 14.68% | 1 / 81       | Српска листа            | опозиција        |
| 2009   | 4,291        | 1.30%  | 0 / 81       | Српска национална листа | ванпарламентарна |
| 2012   | 3,085        | 0.85%  | 0 / 81       | Српски национални савез | ванпарламентарна |
| 2016   | 693          | 0.18%  | 0 / 81       | —                       | ванпарламентарна |
| 2020.  | 133,261      | 32.55% | 0 / 75       | За будућност Црне Горе  | ванпарламентарна |